# Верхньояушевська сільська рада
Верхньояу́шевська сільська рада (рос. Верхнеяушевский сельский совет) — муніципальне утворення у складі Федоровського району Башкортостану, Росія. Адміністративний центр — село Верхньояушево.

## Населення
Населення — 447 осіб (2019, 486 в 2010, 535 в 2002).

## Склад
В склад поселення входять такі населені пункти:
| Населений пункт       | Населення, осіб (2002) | Населення, осіб (2010) |
| --------------------- | ---------------------- | ---------------------- |
| Верхньояушево, село   | 482                    | 448                    |
| Гоголевка, присілок   | 46                     | 36                     |
| Гумбетово, присілок   | 3                      | 2                      |
| Домбрачевка, присілок | 4                      | 0                      |